# Wedoquella
Wedoquella  (лат.) — род аранеоморфных пауков из подсемейства Aelurillinae в семействе пауков-скакунов (Salticidae). Все три вида рода распространены в странах Южной Америки. Пауки-скакуны маленьких или средних размеров, в длину достигающих от 5 до 11 мм.

## Виды
- Wedoquella denticulata Galiano, 1984 — Аргентина typus
- Wedoquella macrothecata Galiano,1984 — Аргентина
- Wedoquella punctata (Tullgren, 1905) — Боливия, Парагвай, Аргентина